# Меркато (Ријети)
Меркато је насеље у Италији у округу Ријети, региону Лацио.
Према процени из 2011. у насељу је живело 30 становника. Насеље се налази на надморској висини од 825 м.